# VTM
VTM, acronimo di Vlaamse Televisie Maatschappij (in italiano: Compagnia della Televisione Fiamminga), è un canale televisivo generalista privato della comunità fiamminga del Belgio. VTM appartiene al gruppo DPG Media.

## Storia
VTM è una rete televisiva belga disponibile esclusivamente tramite operatori via cavo e via satellite e trasmette il suo contenuto destinato alla Comunità fiamminga del Belgio, poiché trasmette in olandese. Le sue trasmissioni iniziarono nel 1987 quando il ministro della cultura dell'esecutivo fiammingo autorizzò la trasmissione di canali televisivi commerciali.
VTM assunse molti personaggi popolari come Walter Capiau, Carry Goossens o Luc Appermont. La sua programmazione è stata modellata in modo tale da renderla competitiva. Le notizie vengono trasmesse alle 19:00.
Da parte delle autorità fiamminghe, VTM è stato spesso accusato di tentare di rendere infantile il proprio pubblico con programmi come Blind Date o Rad van Fortuin (Roulette della fortuna). Ha anche ricevuto recensioni favorevoli sulla sua serie di fiction come Moeder o Waarom.
Alla fine del 1990, la quota di mercato di VTM è ridotta dal 35% al 20%, principalmente a causa della modernizzazione della televisione pubblica fiamminga VRT-TV1 (ora chiamata Één).
Nell'agosto 2003, VTM ha assunto due nuovi direttori di programmazione, Jan Verheyen e Bert Geenen, con la missione di ripristinare l'immagine della catena verso una maggiore modernità e freschezza. Così, il vecchio logo a tre bande è stato sostituito da un logo con le lettere "VTM" (ora in minuscolo) di bianco su sfondo arancione. Nel gennaio 2005, Verheyen si è dimesso perché, secondo lui, "il lavoro era già stato fatto".
Nel giugno 2005 è stata creata la posizione di direttore generale della programmazione congiunta per l'intero gruppo di comunicazione VMMa (attualmente denominato "Medialaan"). Jan Segers, precedentemente direttore creativo all'interno della società di produzione Eyeworks, il principale fornitore di contenuti di VTM, è stato il primo ad occuparlo. Da parte sua, Bert Geenen è diventato direttore delle emissioni VTM. Segers divenne responsabile di tutti i programmi in onda tranne i notiziari, che caddero su Eric Goens, il direttore delle notizie.
VTM ha sviluppato un canale digitale dedicato esclusivamente all'informazione. Previsto per l'autunno del 2007, il cui nome commerciale era 24/7. Tuttavia, il progetto è stato posticipato diverse volte e alla fine non ha mai iniziato a trasmettere. Nel settembre 2007, VTM ha avviato un'iniziativa rivolta ai giovani chiamata Zoom, per la quale ha ricevuto finanziamenti dalla Comunità fiamminga del Belgio. Alla fine del dicembre 2007, VTM ha licenziato diversi presentatori, ritenendo che non corrispondessero più all'immagine della rete.
Il 29 febbraio 2008, VTM ha apportato un cambiamento significativo alla sua immagine con un nuovo logo. Programmi come Sara e Mijn Restaurant ottengono ottimi dati sul pubblico. Nel frattempo, VTM è stato criticato per la trasmissione di reality show e non dedicando abbastanza spazio alla finzione. Il canale risponde con il lancio di cinque nuove serie: Jes, De Rodenburgs, Code 37 e Dagenham & Nacht. Le prime quattro serie sono state lanciate durante la stagione 2009/2010 ed è stato trasmesso l'ultimo episodio del solo episodio pilota.
Nel 2012, l'identità di VTM è stata rinnovata ancora una volta. È stato creato ancora una volta un nuovo logo e un nuovo motto: Je beleeft het hier (letteralmente: lo vedi qui). La catena modifica anche la sua melodia, che di solito può essere ascoltata nelle trasmissioni. Infine, il 18 febbraio 2013, Het Nieuws è stato rinnovato, con un nuovo nome (VTM Nieuws), un nuovo logo e un nuovo studio.
Dal 2002, VTM organizza manifestazioni natalizie ogni anno in diverse città fiamminghe come Gand, Bruges o Anversa. A volte, si sono svolte anche parate nei Paesi Bassi in collaborazione con il canale SBS6. Dal 2012 VTM non è più responsabile dell'organizzazione delle parate.

## Loghi

Logo di VTM dal 2008 al 2018
Logo di VTM dal 2018 al 2024